# Scherrer (Hannover)
Die Scherrer – Druck, Daten- und Projektmanagement GmbH in Hannover war eine im 19. Jahrhundert begründete Druckerei und ein Medien-Dienstleister. Letzter Standort des über Generationen als Familienunternehmen geführten Unternehmens, das im Jahre 2003 als Produktionsbetrieb geschlossen wurde, war die Striehlstraße 9 im Stadtteil Mitte. Die Firma wird heute als scherrer.- Agentur für Digital- und Printmedien am selben Standort von den Zwillingsbrüdern Dirk und Frank Scherrer weitergeführt.

## Geschichte

### Die frühen Jahre
Die Schwarze Kunst der Familie reicht in das frühe 19. Jahrhundert zurück: 1820 kam der 24-jährige Felix Scherrer (* 31. Dezember 1802 Hamberg bei Engelhaming, Österreich; † 18. Januar 1864 Hannover) während seiner Wanderjahre als Buchdrucker-Geselle nach Hannover und fand in der Firma „Gebrüder Jänecke seine Lebensstellung“. Scherrer heiratete eine Hannoveranerin, die im zwei Kinder gebar: Ihre Tochter Helene heiratete den Kommerzienrat Heinrich Meinecke (* 1832, † 1892), den Teilhaber der Hannoverschen Geschäftsbücherfabrik J. C. König & Ebhardt. Sohn Ferdinand erlernte ebenfalls den Beruf des Buchdruckers, wurde dann bei den Gebrüdern Jänecke als Meister beschäftigt und in die befreundete Druckfarbenfabrik Jänecke & Schneemann entsandt, in der Ferdinand Scherrer zum Betriebsleiter und zum technischen Direktor aufstieg.
Ende der 1880er Jahre reiste Ferdinand Scherrer für zwei Jahre in die USA, wo er in New York City für Jänecke & Schneemann eine Zweigfabrik einrichtete.
Ferdinand Scherrer hatte eine Tochter und zwei Söhne; den älteren, Franz Scherrer, schickte er in die Lehre bei einer hannoverschen Papiergroßhandlung. Franz Scherrer wurde im Anschluss Angestellter der Hannoverschen Geschäftsbücherfabrik J. C. König & Ebhardt, wurde von dieser in deren Hamburger Generalvertretung Schacht & Westerich, dann auch nach Großbritannien in die Londoner Filiale von König & Ebhardt entsandt.
Sein Sohn Ernst Scherrer (* 6. Februar 1876 in Hannover; † 5. Oktober 1936 ebenda) machte 1896 sein Abitur am Realgymnasium I in Hannover, wurde Oberregierungs- und Baurat und im Februar 1906 zum Regierungsbaumeister ernannt.

### A. Harbers & Brager

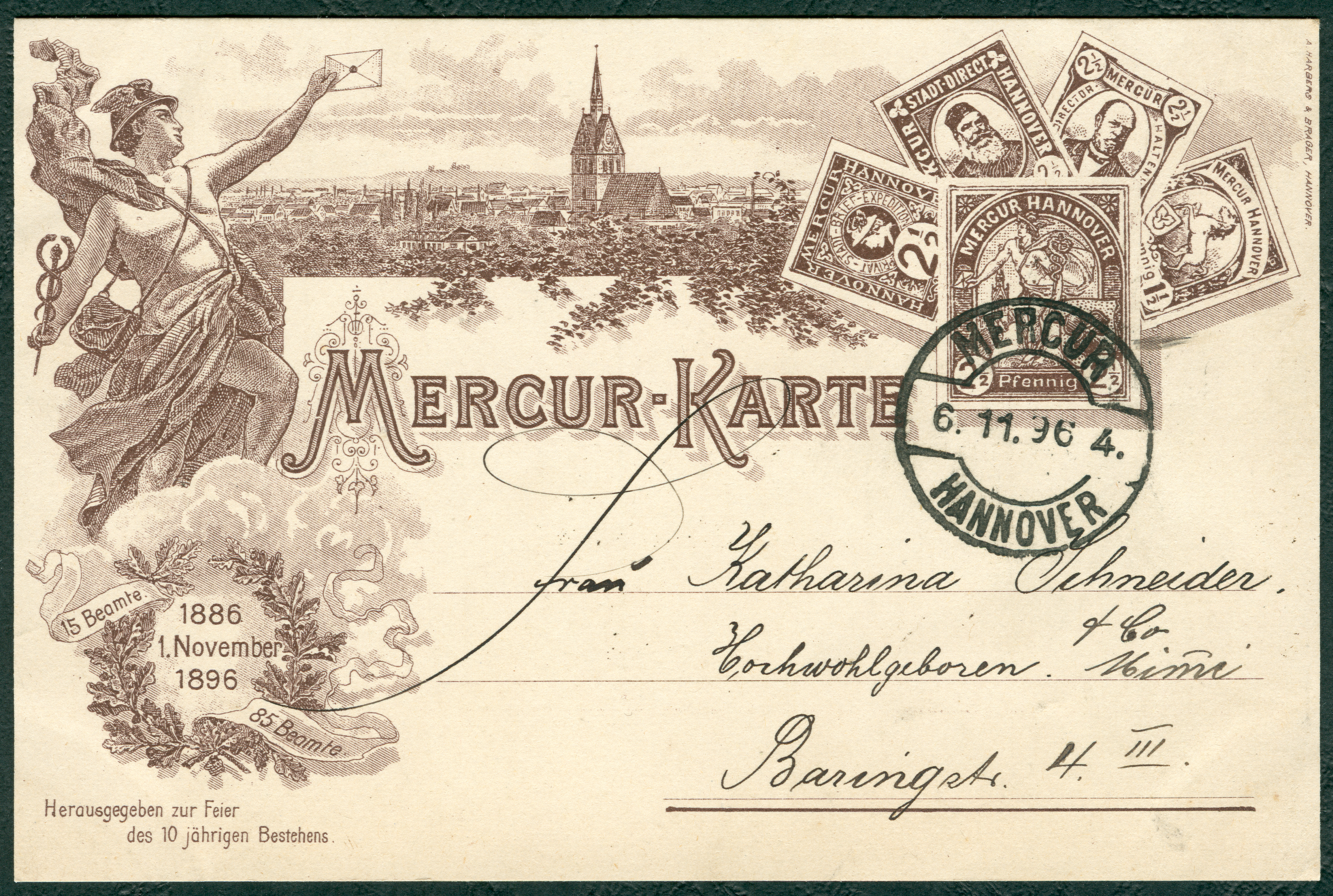
Postkarte der Mercur Privat-Stadtbrief-Expedition;
1896 gedruckt von A. Harbers & Brager

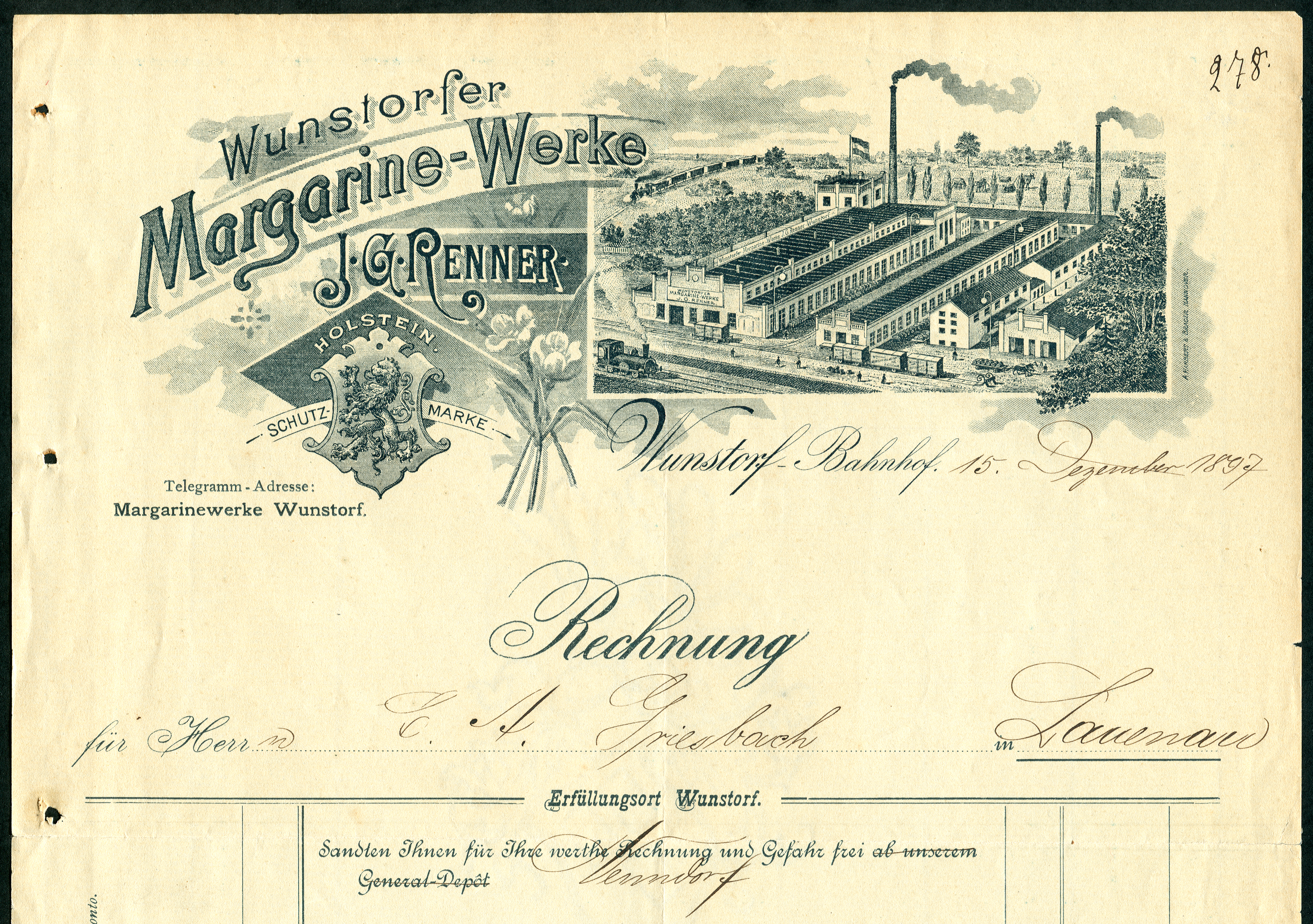
Briefbogen der Wunstorfer Margarine Werke;
1897 von A. Harbers & Brager produziert

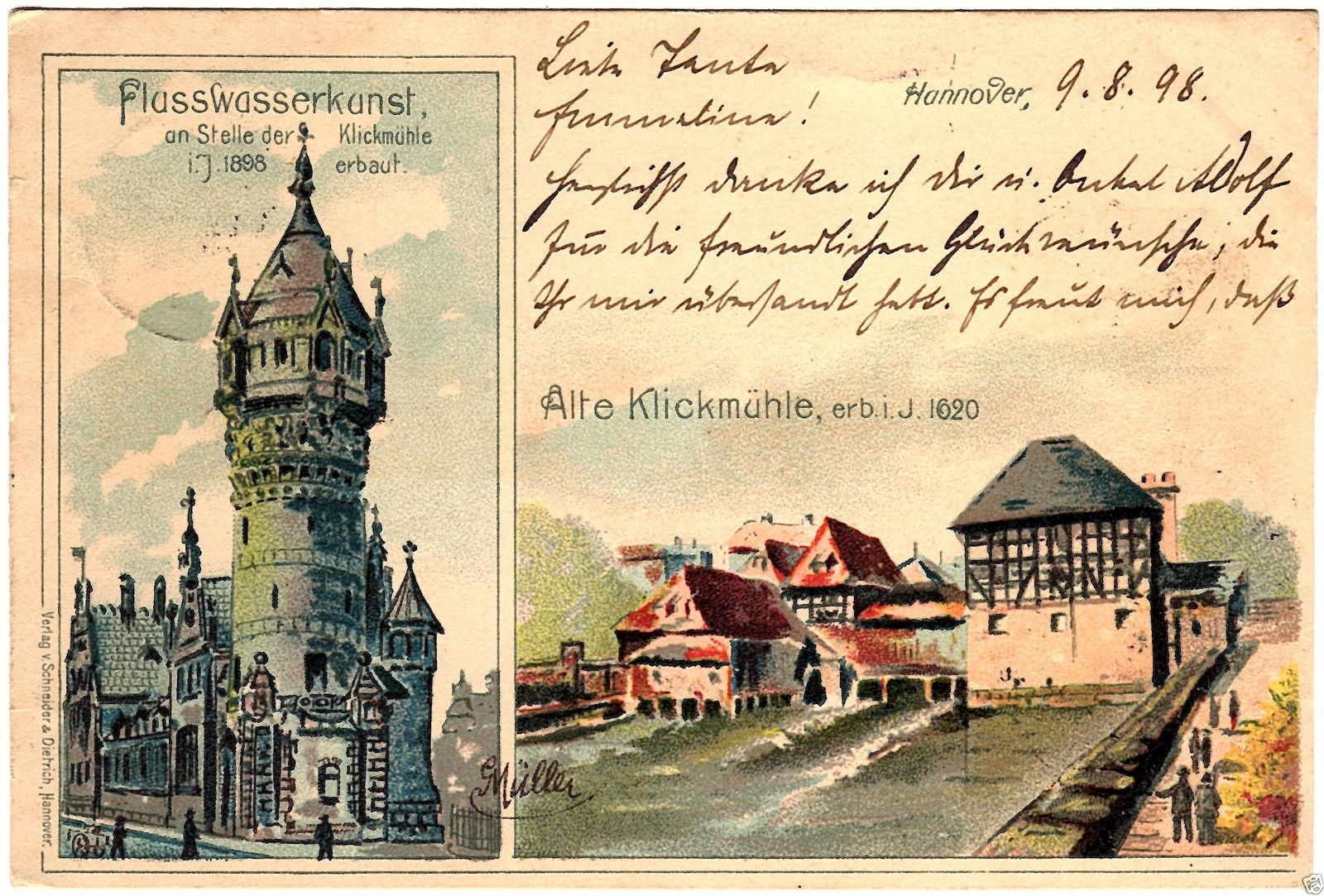
Vielfarb-Lithografie einer Ansichtskarte mit der Flusswasserkunst und der Klickmühle sowie der Künstlersignatur von George Müller, um 1898

Unterdessen hatten im Jahr 1890 zwei Drucker in der Bahnhofstraße in Hannover eine kleinere Steindruckerei namens Harbers & Co. gegründet. Noch im selben Jahr trat einer der beiden Firmengründer wieder aus der Firma aus; an seiner Stelle wurde der Zeichenlehrer Brager in das Unternehmen aufgenommen, die Firma in A. Harbers & Brager umbenannt. Bragers Geschick bestand darin, für die rasch wachsende Kundschaft lithografierte Briefbogen zu entwerfen. Zu ihren Kunden gehörten etwa das hannoversche Postunternehmen Mercur Privat-Stadtbrief-Expedition oder die Wunstorfer Margarine-Werke J. G. Renner.
Das überregional tätigte Unternehmen produzierte auch vielfarbige Ansichtskarten, etwa eine „Gruss vom Brocken“-Karte mit dem alten Brocken-Hotel und der Steinernen Renne.

### A. Brager & Scherrer

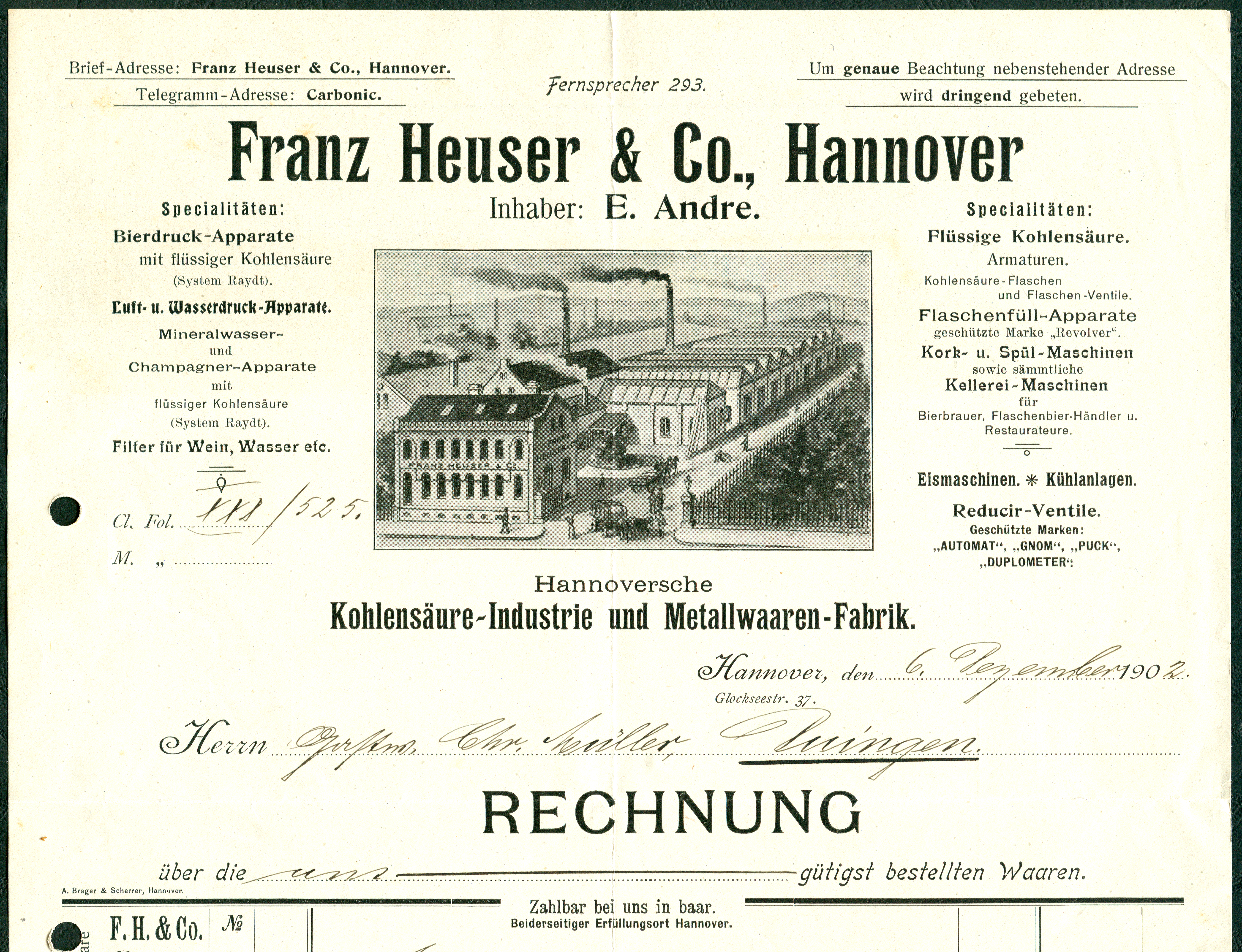
Lithografierter Briefkopf Franz Heuser & Co.;
mit dem Hinweis A. Brager & Scherrer; um 1900

Als Franz Scherrer 1898 während einer Reise von der Londoner Fabrik des Unternehmens J. C. König & Ebhardt nach Wien in Hannover Zwischenstation machen wollte, lernte er dort die Druckerei in der Bahnhofstraße kennen und – blieb in Hannover: Während A. Harbers aus dem noch kleinen Unternehmen austrat, trat Scherrer in die Druckerei ein, die fortan als A. Brager & Scherrer firmierte. Nachdem sich „vier Jahre später, 1902 auch Brager vom Geschäft zurückzog“, wurde die Firma in Druckerei Franz Scherrer umbenannt. Das Kapital für die Übernahme der Anteile von Brager, erhielt Franz Scherrer von seinem Schwager, Johann Friedrich Elbrecht. Johann Elbrecht war Vorstandsvorsitzender der Deutsch-Amerikanischen Petroleum Gesellschaft (DAPG) in Bremen. Die DAPG wurde am 25. Februar 1890 in Bremen als gemeinsames Unternehmen von deutschen Kaufleuten sowie John D. Rockefeller von der Standard Oil gegründet, um das Petroleumgeschäft der Standard Oil in Deutschland zu betreiben.

### Druckerei Franz Scherrer

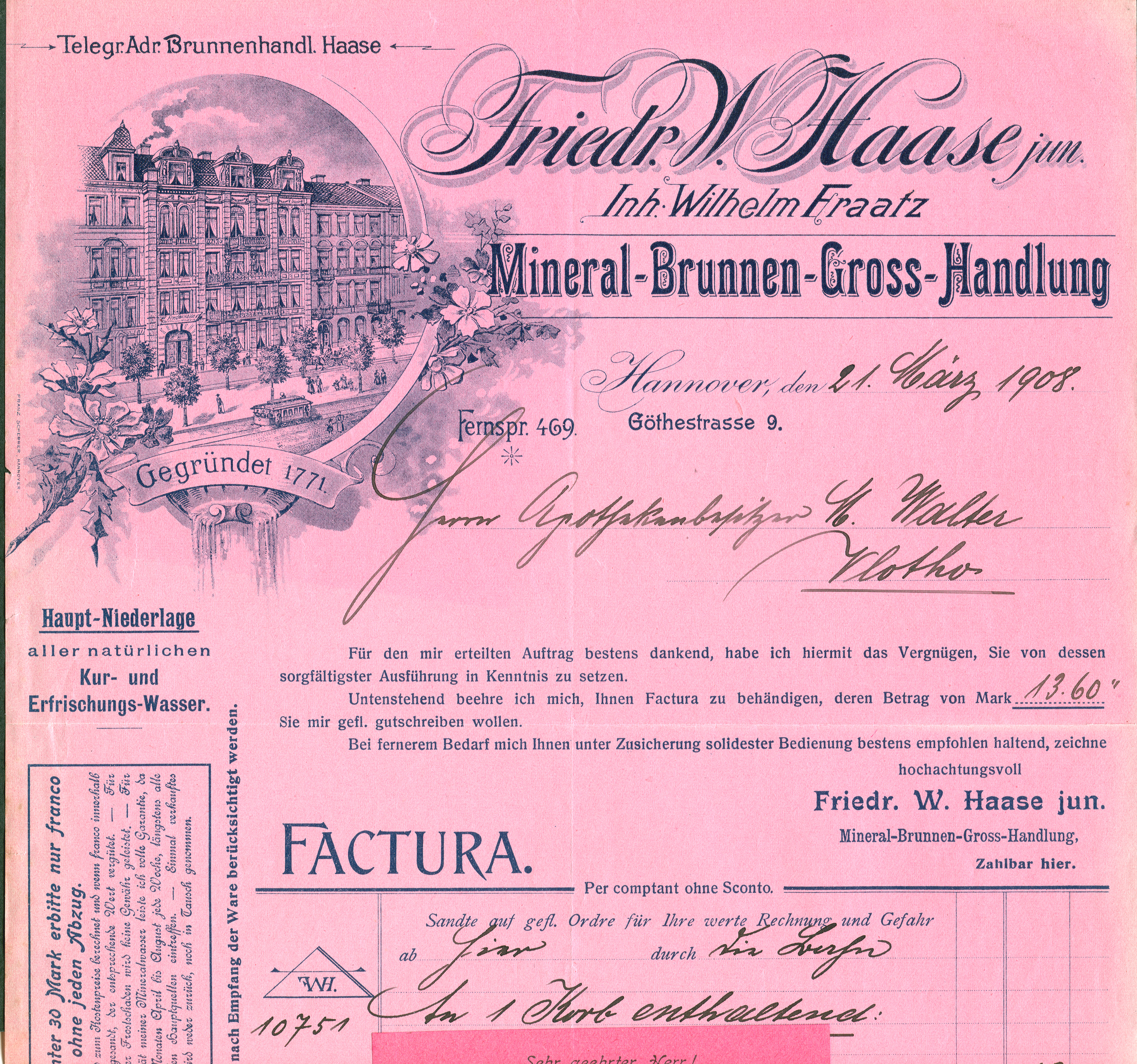
Briefkopf der späteren Firma Brunnen-Haase an der Goethestraße
Zudruck nun Franz Scherrer, Hannover; nach 1902

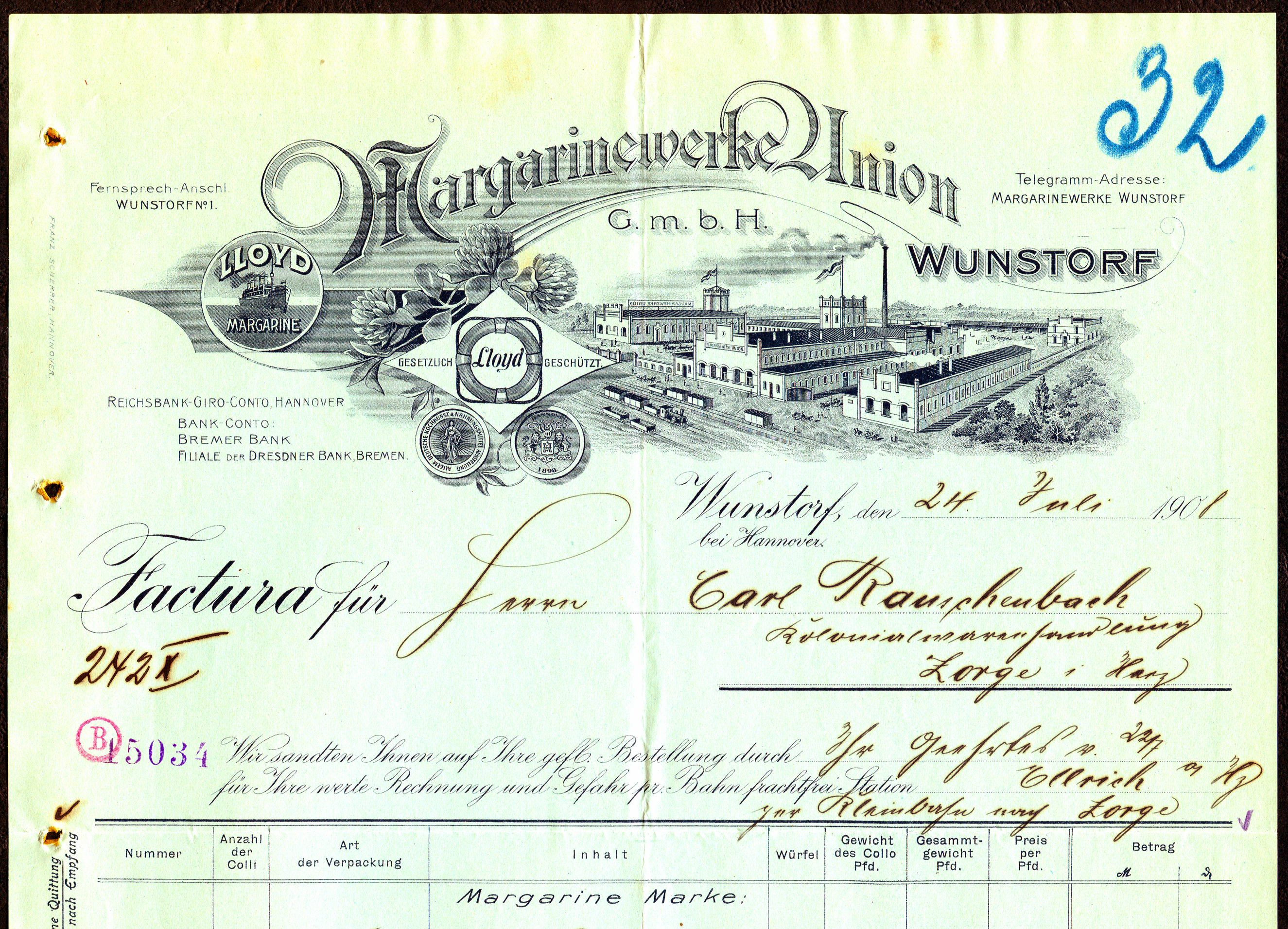
Die Wunstorfer Margarinewerke Union
gedruckt von Franz Scherrer, Hannover; datiert 1908

Nach der Umfirmierung in Druckerei Franz Scherrer 1902 zog das Unternehmen von der Bahnhofstraße in die Nikolaistraße 35. Inmitten des Ersten Weltkrieges erfolgte dann der Umzug in das neu erworbene Immobilie Striehlstraße 9, wo Franz Scherrer neben der Angliederung einer Kartonagenfabrik und dem Aufbau einer Buchdruckerei den bisher praktizierten Steindruck „in den frühen 1920er Jahren“ als einer der ersten ersetzte durch den „Offsetdruck“. Nun ließen etwa auch Künstler wie zum Beispiele Änne Koken oder Kurt Schwitters ihre Plakate, insbesondere aber die Werbe-Branche bei Scherrer drucken.
1929 beteiligte Franz sich gemeinsam mit Dr. Fritz Keese einem Cousin seiner Frau und Mitglied des Aufsichtsrates der Westfalenbank AG, Hannover an der Gründung der Zweigniederlassungen der RoTo- und Debego - Werke Aktiengesellschaft in Berlin und Hamburg. Er war auch Mitglied des Aufsichtsrates der RoTo Werke. Die RoTo Werke waren Europas größter Hersteller für Rotationsvervielfältigungsmaschinen.
Nach einer Reise durch die USA kehrte Kurt, Franz Scherrers ältester Sohn, 1929 „in den väterlichen Betrieb zurück“. Nach dem Tod des Vaters 1935 wurde Kurt Scherrer alleiniger Inhaber der Druckerei. In seine Zeit fielen die Einführung der Fotolithografie und die Erweiterung des Betriebes, der bis zum Beginn des Zweiten Weltkriegs „1939 auf 140 Mitarbeiter angewachsen war“. Durch die Luftangriffe auf Hannover wurden die Betriebe mehrfach beschädigt, um schließlich – zwei Wochen vor dem Einmarsch der Alliierten in Hannover – noch am 25. März 1945 durch Fliegerbomben und Brand bis auf einige Umrissmauern total zerstört zu werden. Durch die umfangreichen Zerstörungen von Infrastrukturen wie auch Maschinen – Hannover war zu 48 % zerstört – mussten Kurt Scherrer und seine Mitarbeiter zunächst die Gebäude „buchstäblich mit den [bloßen] Händen“ wieder aufbauen.
Nachdem Kurt Scherrers Sohn Wolfgang nach jahrzehntelanger Ausbildung in anderen Druckereien 1960 zunächst als Prokurist in die Firma eintrat, wurde er, als sich sein Vater aus Altersgründen aus dem Betrieb zurückzog, ab 1977 alleinverantwortlicher Geschäftsführer.

### Scherrer – Druck, Daten und Projektmanagement
Unter Wolfgang Scherrer (ab 1977) trug das Unternehmen zunächst als Scherrerdruck dem „tiefgreifenden Wandel in diesem Wirtschaftszweig Rechnung“. Mit dem Eintritt der nächsten Familiengeneration (Dirk und Frank Scherrer) ab 1997 hob diese das gewünschte Komplettangebot von Druck- und elektronischen Produkten hervor: „Scherrer – Druck, Neue Medien“ etablierte sich zunächst als Mediendienstleister am Markt, später dann „Scherrer – Druck-, Daten- und Projektmanagement“. Doch nach umfangreichen Investitionen und einem Einbruch der Nachfrage kam mit dem Jahr 2003 schließlich das vorläufige Ende des traditionsreichen Familienbetriebes (Insolvenz). Anschließend und bis Ende 2004 ging es in einer gemeinsamen Gesellschaft mit der Schlüterschen unter dem Namen „Projekt- und Vertriebsgesellschaft schlütersche + scherrer“ weiter, ab Anfang 2005 und bis heute als Agentur für Gestaltung und Produktion unter dem Namen „scherrer“.

## Schriften (Auswahl)
- o. V.: Dirk und Frank Scherrer, Geschäftsführer, Scherrer Druck Neue Medien GmbH. In: Scherrer Magazin, Ausgabe 4, Hannover: [ohne Datum], S. 26–29